# 大兴镇 (昌图县)
大兴乡，是中华人民共和国辽宁省铁岭市昌图县下辖的一个乡镇级行政单位。

## 行政区划
大兴乡下辖以下地区：
后兴隆沟村、刘杖子村、义合村、卡楼村、后双井子村、边家村、陈家村、太平村、大兴村和王家村。